# 紅唇族
紅唇族（英語：Red Lips）是1980年代末台灣紅極一時的少女偶像團體，1987年出道，1989年解散，同時期活躍於台灣樂壇的女生團體有城市少女。為了在唱片市場與其它少女團體做區別，紅唇族推出的唱片多以國小學生為主，像〈猜一猜〉和〈音樂課本熱門組曲〉等歌曲都是以其為訴求。紅唇族一共有3代，人數從4人到6人不等，大多數成員在退團或是解散後就退出娛樂圈，目前僅剩下錢盈潔與丁柔安仍活躍在螢光幕上。

## 成立
紅唇族的團員出自1986年11月華視綜藝節目《連環泡》由曹啟泰主持的街頭突擊訪問單元〈明星相〉，在眾多受訪對象中選出了四位組合而成，成員有張靜懿、錢盈潔、劉燕蓉、蕭琦玲等四位。當時可登唱片仿日本行銷少女團體的做法，將「第一代」成員定為「第零代」。在經過兩個多月的短期訓練後，1987年1月，可登唱片推出由音樂製作人曹俊鴻操刀的紅唇族首張專輯《紅唇主張》，主打歌〈猜一猜〉搭配賀歲片《孫小毛魔界歷險》一起推出。結果《孫小毛魔界歷險》沒有紅，〈猜一猜〉卻紅遍大街小巷，紅唇族一躍立刻成為台灣樂壇當紅的女子團體。

## 歷程
雖然紅唇族在1987年初以一首〈猜一猜〉竄紅，但同年5月份城市少女以一首〈年輕不要留白〉迎頭趕上。紅唇族為了要和城市少女區隔出唱片市場，特地捨棄城市少女專攻的國中、高中年齡層歌迷，改以年紀更小的國小年齡層為主；其曲風也更接近童謠，歌詞簡單易記，旋律好聽易上口。
紅唇族曾因團名被行政院新聞局廣播電視事業處認為團名太過日本化而發公文通知各電視台要求改名，培植她們的福隆製作公司因此被迫將紅唇「族」改名為紅唇「組」。爾後經抗議且有九位中外語文學者以此議題提出評論，認為語言本身有自我調適之能力及隨時代演化的必要，沒有必要排斥與過度矯正；新聞局廣電處基於尊重學者對電視語言諮商之結論，紅唇族得以再度復名。
因《紅唇主張》大受歡迎，1987年可登唱片趁勢發行紅唇族第二張專輯《紅唇心願》，此時紅唇族團員面臨生涯規劃問題，零代團員蕭琦玲退出，另外加入三位新血丁柔安、關玉梅、欒君莉等三人，共六人組成紅唇族第一代，主打歌〈海水正藍〉配合第零代成員與邵昕、顏鳳嬌等主演的電影《我的志願》（非張曼娟的小說改編）一同上市，亦有不錯的成績。
1988年，紅唇族與可登唱片解約，加盟飛鷹唱片，順勢推出第三張專輯《浪漫主意》時，再次面對團員生涯規劃的問題，改組成為四人團體，成員有第零代的錢盈潔、劉燕蓉、第一代的丁柔安及第二代新成員林海兒，主打歌為〈我愛你〉和〈年少時候誰沒有夢〉。
1989年，面臨新鮮感消退的市場反應，飛鷹唱片亦無意與紅唇族續約，紅唇族於1989年正式解散。
目前大多數的成員都退出了演藝圈，僅剩下錢盈潔、丁柔安偶而參加電視通告。

## 團員
第零代
- 張靜懿
- 錢盈潔
- 劉燕蓉
- 蕭琦玲

第一代
- 張靜懿
- 錢盈潔
- 劉燕蓉
- 丁柔安
- 關玉梅
- 欒君莉

第二代
- 錢盈潔
- 劉燕蓉
- 丁柔安
- 林海兒

## 音樂作品

### 唱片
| 發行日期 | 專輯     | 演唱成員                                       | 唱片     | 曲目 |
| 1987年   | 紅唇主張 | 張靜懿、錢盈潔、劉燕蓉、蕭琦玲                 | 可登唱片 | 曲目 1. 音樂課本熱門組曲 2. 紅唇主張 3. 每一個只有我的下午 4. 我們都變了 5. 猜一猜(電影“孫小毛魔界歷險”主題曲) 6. 在天空看得最多(電影“孫小毛魔界歷險”插曲) 7. 少年路 8. 第一線陽光 9. 是你是你(電影“孫小毛魔界歷險”插曲) |
| 1987年   | 紅唇心願 | 張靜懿、錢盈潔、劉燕蓉、丁柔安、關玉梅、欒君莉 | 可登唱片 | 曲目 1. 海水正藍 2. 雨季 3. 週記與日記 4. 青春本色 5. 什麼叫寂寞 6. 紅唇心願 7. 我的秘密 8. 當風鈴響起 9. 音樂課本組曲                                                                                                   |
| 1988年   | 浪漫主意 | 錢盈潔、劉燕蓉、丁柔安、林海兒                 | 飛鷹唱片 | 曲目 1. 請讓我慢慢成長 2. 我愛你 3. 滿天星 4. 年輕的我不明白 5. 春不老 6. 年少時候誰沒有夢 7. 紅唇色彩 8. 紅唇舞 9. 陪我 10. 紅唇迷你                                                                                    |

## 演出作品

### 電影
- 海水正藍
- 我的志願 - 錢盈潔 飾 曾麗華，張靜懿 飾 陶佩蘭 [7]

## 外部連結
- YouTube上的康永當家之紅唇族
- YouTube上的哈林國民學校 數學題 紅唇族猜一猜篇
- YouTube上的優客李林 南方二重唱 音樂磁場 紅唇族 主題昔日團體再相會 2006.08.24